# Branko Grünbaum
Branko Grünbaum   (Osijek, 2 d'octubre de 1929 - Seattle, 14 de setembre de 2018) va ser un matemàtic iugoslau, establert als Estats Units.

## Vida i Obra
Grünbaum va néixer a Osijek, Iugoslàvia (avui Croàcia), fill de pares jueus. El seu pare dirigia una aserradora francesa que va fer fallida el 1935. La família va sobreviure a l'ocupació nazi durant la Segona Guerra Mundial i, el 1948, acabada la guerra, es va matricular a la universitat de Zagreb per estudiar matemàtiques. No obstant, donat l'antisemitisme que continuava imperant al seu país, l'any següent tota la família, incloent la seva promesa catòlica Zdenka, va emigrar a Israel. Després d'un altre any treballant i aclimatant-se a les noves condicions de vida, es va matricular a la universitat Hebrea de Jerusalem en la qual es va doctorar el 1957 amb una tesi sobre els espais de Minkowski, dirigida per Aryeh Dvoretzky.
A continuació va obtenir una beca per estar dos anys a l'Institut d'Estudis Avançats de Princeton. Els anys següents van ser difícils, el seu status a Israel era complicat per estar casat amb una gentil i, finalment, va deixar el país el 1966 acceptant una plaça docent a la universitat de Washington a Seattle. Va romandre en aquesta institució fins a la seva retirada el 2001, tot i que va continuar fent recerca fins a la seva mort el 2018.

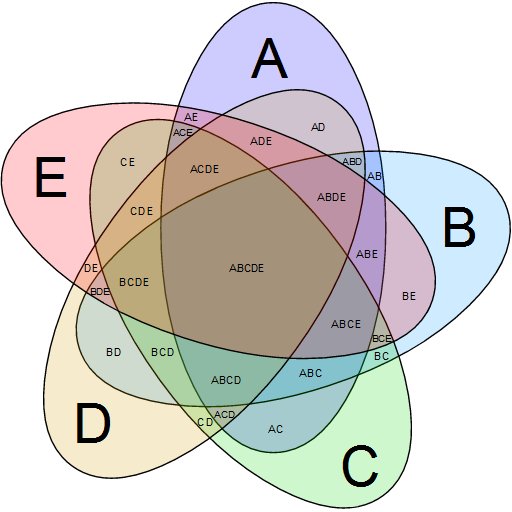
Diagrama de Venn simétric de cinc àrees.

Grünbaum va ser autor de més de dues-centes publicacions científiques incloent llibres notables i influents com Convex Polytopes (1967) o Tillings and Patterns (1987), amb Geoffrey Shephard. El seus treballs van ser en el camp de la geometria, posant ordre en l'estudi dels poliedres, dissenyant el diagrama de Venn simètric de cinc àrees o abordant el problema dels tres colors i estudiant les tessel·lacions.